# Opération Licorne
Die Opération Licorne (deutsch: Operation Einhorn) war eine militärische Unterstützungsmission Frankreichs in der Elfenbeinküste. Sie wurde kurz nach dem Bürgerkrieg 2002–2007 ins Leben gerufen. Die Hauptmissionsziele sind das Bereitstellen von Unterstützung für die UNO-Mission Opération des Nations Unies en Côte d’Ivoire (ONUCI) und die Gewährleistung der Sicherheit französischer Bürger, die sich in der Elfenbeinküste aufhalten. Sie bestand am 1. April 2011 aus circa 600 französischen Elitesoldaten. Anderen Berichten zufolge wurden am 3. April 2011 300 Soldaten entsandt die die Einheit auf eine Mannstärke von 1400 Soldaten brachten. Am 21. Januar 2015 wurde die Mission offiziell beendet.
Der Stützpunkt der Opération Licorne befand sich in Port-Bouët, einem Stadtteil von Abidjan, in direkter Nachbarschaft zum Flughafen Abidjan.
Die Koordinierung mit der UNO-Mission ONUCI war in der Resolution 1609 des UN-Sicherheitsrates geregelt.

## Geschichte
Am 8. März 2011 verhängte Laurent Gbagbo, im Zuge der Regierungskrise, ein Flugverbot für Flugzeuge der Opération Licorne und der ONUCI über ivorischen Gebiet. Am 31. März 2011 patrouillierten laut einer Korrespondentin des TV-Senders BFM TV in Abidjan französische Soldaten, vermutlich von der Opération Licorne, und waren an strategischen Punkten postiert. Am 3. April übernahmen Soldaten der Opération Licorne die Kontrolle über den Flughafen Abidjan. In dem Stützpunkt der Opération Licorne befanden sich zu dem Zeitpunkt 1700 Ausländer, darunter 800 Franzosen.